# Cedrick Terrell
Cedrick Matthew Terrell ist ein US-amerikanischer Theater- und Filmschauspieler.

## Leben
An der USC School of Theatre erlangte Terrell seinen Bachelor of Science in Theater und Political Science Minor. Er ist seit Mitte der 1990er Jahre als Fernseh- und Filmschauspieler tätig. Er gab 1994 in einer Episode der Fernsehserie California Dreams sein Schauspieldebüt. Es folgte eine Episodenrolle in der Fernsehserie Emergency Room – Die Notaufnahme sowie Besetzungen in den Spielfilmproduktionen The Whispering, Soldier Boyz – Das Ereignis, Letzte Ausfahrt Erde und Mißbraucht – Eine Tochter schlägt zurück. Von 1996 bis 1997 verkörperte er in 17 Episoden der Fernsehserie Dangerous Minds – Eine Klasse für sich die Rolle des James Revill. Er erhielt Episodenrollen unter anderen in den Fernsehserien New York Cops – NYPD Blue, Dawson’s Creek, CSI: Vegas und Angel – Jäger der Finsternis. Nach verschiedenen Rollen im Jahr 2000 war er erst wieder 2013 im Film Full Circle als Schauspieler zu sehen. Es folgten vermehrt Besetzungen in Kurzfilmproduktionen und verschiedenen Fernsehserien. 2023 stellte er im Katastrophenfilm Arctic Armageddon die Rolle des Wissenschaftlers Dr. Matt Johnson dar.
Als Bühnendarsteller wirkte er an Stücken in verschiedenen Theatern in New York City, Los Angeles und London mit. Er übernahm Rollen im Stück Macbeth und übernahm die titelgebende Rolle in Titus Andronicus. Letzteres Bühnenstück erschien 2021 als Filmfassung.

## Filmografie (Auswahl)
- 1994: California Dreams (Fernsehserie, Episode 3x14)
- 1995: The Whispering
- 1995: Soldier Boyz – Das Ereignis (Soldier Boyz)
- 1996: Emergency Room – Die Notaufnahme (ER, Fernsehserie, Episode 2x15)
- 1996: Letzte Ausfahrt Erde (Last Exit to Earth, Fernsehfilm)
- 1996: Mißbraucht – Eine Tochter schlägt zurück (Silent Lies)
- 1996–1997: Dangerous Minds – Eine Klasse für sich (Dangerous Minds, Fernsehserie, 17 Episoden)
- 1998: Immer wieder Fitz (Cracker, Fernsehserie, 2 Episoden)
- 1998: New York Cops – NYPD Blue (NYPD Blue, Fernsehserie, Episode 5x14)
- 1998: Revenant – Sie kommen in der Nacht (Modern Vampires, Fernsehfilm)
- 1999: Dawson’s Creek (Fernsehserie, Episode 2x15)
- 2000: Takedown
- 2000: CSI: Vegas (CSI: Crime Scene Investigation, Fernsehserie, Episode 1x01)
- 2000: Angel – Jäger der Finsternis (Angel, Fernsehserie, Episode 2x03)
- 2013: Full Circle
- 2015: Stanhope (Kurzfilm)
- 2019: Like Turtles (Kurzfilm)
- 2019: Destiny (Fernsehserie, Episode 1x01)
- 2019: I Souled My Soul (Kurzfilm)
- 2020: Focus (Kurzfilm)
- 2020: The Other Side of Normal (Fernsehserie)
- 2020: Submittan (Kurzfilm)
- 2021: American Gangster: Trap Queens (Fernsehserie, Episode 2x01)
- 2021: Titus Andronicus
- 2021: Let Me Be Frank
- 2022: First Fool (Kurzfilm)
- 2023: Moon Students
- 2023: Safehouse
- 2023: Arctic Armageddon
- 2023: Buzz Kill (Fernsehserie, Episode 1x02)

### Computerspiele
- 1997: Soldier Boyz
- 1997: D.A. Pursuit of Justice

## Theater (Auswahl)
- What if, Regional Tour
- Last Train to SF, Dramatic Question Theatre
- Montana, Richmond Sheppard Theatre
- Spankys Pop, National Black Theatre
- Friend or Foe, The Basement Theatre
- The Passage: Stories from the Maafa, Tor, New York/Kalifornien
- Mating Dance/Its in a Kiss, Where Eagles Dare Theatre
- Korean Project, Playback Theatre
- Macbeth, Macowan Theatre
- The Provoked Wife, Macowan Theatre
- The Maids Tragedy, Macowan Theatre
- Summerfolk, Macowan Theatre
- Freeman, Macowan Theatre
- Rembrandt Perfected, The Main Theatre
- Last Dance, Little Fish Theatre
- Titus Andronicus, Hollywood Majestic Theatre
- Chicago Conspiracy Trial, Odyssey Theatre
- The Glass Menagerie, USC
- Keep it real Acting